# École expérimentale de Bonneuil-sur-Marne
L'école de Bonneuil-sur-Marne est un des lieux fondateurs de la psychothérapie institutionnelle française, crée par la psychiatre Maud Mannoni. Depuis 1975, c'est un hôpital de jour qui accueille des enfants et des adolescents porteurs de troubles psychiques ou neurodéveloppementaux.

## Histoire
En 1969, la psychanalyste Maud Mannoni fonde, avec Robert Lefort et un couple d’éducateurs, Rose-Marie et Yves Guerin, l’École expérimentale de Bonneuil, à Bonneuil, dans le Val-de-Marne. Cette école est à la fois un lieu de vie et une structure expérimentale pour l'accueil d'enfants et d'adolescents autistes, psychotiques ou présentant des névroses graves. Elle y met en pratique une méthode de prise en charge où la communauté joue un rôle central. Très tôt est tourné le film Vivre à Bonneuil, présentant le fonctionnement de cette institution si différente.
L'institution ne propose pas de projet préétabli, imposé à l'enfant et lui conférant un statut insoluble, inextricable. Il s'agit plutôt de favoriser les échanges, véritable vie psychique institutionnelle, l'élaboration se faisant le cadre principal.
La clinique accueille beaucoup de stagiaires, qui n'auront pas accès aux dossiers, jugés moins importants que l'actuel de l'enfant. Le roulement des différents stagiaires participe à ce mouvement de vie de l'institution, résolument orientée vers l'absence, l'intérieur et l'extérieur, et se fondant tant sur les théories lacaniennes que sur la notion d'espace transitionnel théorisée par Winnicott,. 
En 1975, l'école expérimentale de Bonneuil-sur-Marne obtient le statut officiel d'hôpital de jour.

### Documentaire
- Vivre à Bonneuil, 1975,  film de Guy Seligmann.